# Campionato mondiale maschile di hockey su pista Barcelos 1982
Il Campionato del Mondo 1982 è stata la 25ª edizione del campionato del mondo di hockey su pista; la manifestazione è stata disputata in Portogallo a Barcelos e a Lisbona dal 1° al 16 maggio 1982.

La competizione fu organizzata dalla Fédération Internationale de Roller Sports.

Il torneo è stato vinto dalla nazionale portoghese per la 12ª volta nella sua storia.

## Città ospitanti e impianti sportivi
| CITTÀ    | IMPIANTO                       | CAPIENZA |
| Barcelos | Pavilhão Municipal de Barcelos | ?        |
| Lisbona  | Pavilhão Acácio Rosa           | ?        |

## Prima fase

### Girone A

#### Risultati
| Barcelos maggio 1982 | Brasile | 4 – 0 | Germania Ovest | Pavilhão Municipal de Barcelos |

| Barcelos maggio 1982 | Brasile | 8 – 0 | Nuova Zelanda | Pavilhão Municipal de Barcelos |

| Barcelos maggio 1982 | Brasile     | 1 – 6 | Spagna | Pavilhão Municipal de Barcelos\| Arbitro: \| Lorenzo Zin \| |
| Arbitro:             | Lorenzo Zin |       |        |                                                             |

| Barcelos maggio 1982 | Brasile           | 10 – 0 | Venezuela | Pavilhão Municipal de Barcelos\| Arbitro: \| Domingos Ferreira \| |
| Arbitro:             | Domingos Ferreira |        |           |                                                                   |

| Barcelos maggio 1982 | Germania Ovest | 2 – 1 | Nuova Zelanda | Pavilhão Municipal de Barcelos |

| Barcelos maggio 1982 | Germania Ovest | 1 – 4 | Spagna | Pavilhão Municipal de Barcelos\| Arbitro: \| Mario Nobre \| |
| Arbitro:             | Mario Nobre    |       |        |                                                             |

| Barcelos maggio 1982 | Germania Ovest | 10 – 0 | Venezuela | Pavilhão Municipal de Barcelos |

| Barcelos maggio 1982 | Nuova Zelanda | 1 – 10 | Spagna | Pavilhão Municipal de Barcelos\| Arbitro: \| Evans \| |
| Arbitro:             | Evans         |        |        |                                                       |

| Barcelos maggio 1982 | Nuova Zelanda | 4 – 2 | Venezuela | Pavilhão Municipal de Barcelos |

| Barcelos maggio 1982 | Spagna | 13 – 0 | Venezuela | Pavilhão Municipal de Barcelos |

#### Classifica
|    | Squadra        | PT | G | V | N | P | GF | GS | Diff. |
| -- | -------------- | -- | - | - | - | - | -- | -- | ----- |
| 1. | Spagna         | 8  | 4 | 4 | 0 | 0 | 33 | 3  | +30   |
| 2. | Brasile        | 6  | 4 | 3 | 0 | 1 | 23 | 6  | +17   |
| 3. | Germania Ovest | 4  | 4 | 2 | 0 | 2 | 13 | 9  | +4    |
| 4. | Nuova Zelanda  | 2  | 4 | 1 | 0 | 3 | 6  | 22 | -16   |
| 5. | Venezuela      | 0  | 4 | 0 | 0 | 4 | 2  | 37 | -35   |

### Girone B

#### Risultati
| Lisbona maggio 1982 | Argentina | 15 – 3 | Colombia | Pavilhão Acácio Rosa |

| Lisbona maggio 1982 | Argentina | 9 – 1 | Francia | Pavilhão Acácio Rosa |

| Lisbona maggio 1982 | Argentina | 39 – 1 | Giappone | Pavilhão Acácio Rosa |

| Lisbona maggio 1982 | Argentina     | 8 – 0 | Inghilterra | Pavilhão Acácio Rosa\| Arbitro: \| Alberto Paulo \| |
| Arbitro:            | Alberto Paulo |       |             |                                                     |

| Lisbona maggio 1982 | Argentina        | 5 – 3 | Stati Uniti | Pavilhão Acácio Rosa\| Arbitro: \| Pereira Da Silva \| |
| Arbitro:            | Pereira Da Silva |       |             |                                                        |

| Lisbona maggio 1982 | Colombia | 3 – 3 | Francia | Pavilhão Acácio Rosa |

| Lisbona maggio 1982 | Colombia | 9 – 3 | Giappone | Pavilhão Acácio Rosa\| Arbitro: \| Alos \| |
| Arbitro:            | Alos     |       |          |                                            |

| Lisbona maggio 1982 | Colombia | 5 – 0 | Inghilterra | Pavilhão Acácio Rosa |

| Lisbona maggio 1982 | Colombia | 1 – 13 | Stati Uniti | Pavilhão Acácio Rosa |

| Lisbona maggio 1982 | Francia | 7 – 3 | Giappone | Pavilhão Acácio Rosa |

| Lisbona maggio 1982 | Francia | 5 – 5 | Inghilterra | Pavilhão Acácio Rosa |

| Lisbona maggio 1982 | Francia | 3 – 6 | Stati Uniti | Pavilhão Acácio Rosa |

| Lisbona maggio 1982 | Giappone | 0 – 10 | Inghilterra | Pavilhão Acácio Rosa |

| Lisbona maggio 1982 | Giappone | 1 – 22 | Stati Uniti | Pavilhão Acácio Rosa |

| Lisbona maggio 1982 | Inghilterra | 2 – 4 | Stati Uniti | Pavilhão Acácio Rosa |

#### Classifica
|    | Squadra     | PT | G | V | N | P | GF | GS | Diff. |
| -- | ----------- | -- | - | - | - | - | -- | -- | ----- |
| 1. | Argentina   | 10 | 5 | 5 | 0 | 0 | 76 | 8  | +68   |
| 2. | Stati Uniti | 8  | 5 | 4 | 0 | 1 | 48 | 12 | +36   |
| 3. | Colombia    | 5  | 5 | 2 | 1 | 2 | 21 | 34 | -13   |
| 4. | Francia     | 4  | 5 | 1 | 2 | 2 | 19 | 26 | -7    |
| 5. | Inghilterra | 3  | 5 | 1 | 1 | 3 | 17 | 22 | -5    |
| 6. | Giappone    | 0  | 5 | 0 | 0 | 5 | 8  | 87 | -79   |

### Girone C

#### Risultati
| Lisbona maggio 1982 | Angola | 1 – 1 | Australia | Pavilhão Acácio Rosa |

| Lisbona maggio 1982 | Angola | 30 – 2 | Guatemala | Pavilhão Acácio Rosa |

| Lisbona maggio 1982 | Angola | 6 – 7 | Italia | Pavilhão Acácio Rosa |

| Lisbona maggio 1982 | Angola | 2 – 11 | Portogallo | Pavilhão Acácio Rosa |

| Lisbona maggio 1982 | Australia        | 28 – 1 | Guatemala | Pavilhão Acácio Rosa\| Arbitro: \| Bernardus De Vet \| |
| Arbitro:            | Bernardus De Vet |        |           |                                                        |

| Lisbona maggio 1982 | Australia | 2 – 11 | Italia | Pavilhão Acácio Rosa |

| Lisbona maggio 1982 | Australia | 1 – 8 | Portogallo | Pavilhão Acácio Rosa |

| Lisbona maggio 1982 | Guatemala | 0 – 29 | Italia | Pavilhão Acácio Rosa |

| Lisbona maggio 1982 | Guatemala | 1 – 52 | Portogallo | Pavilhão Acácio Rosa |

| Lisbona maggio 1982 | Italia | 1 – 6 | Portogallo | Pavilhão Acácio Rosa |

#### Classifica
|    | Squadra    | PT | G | V | N | P | GF | GS  | Diff. |
| -- | ---------- | -- | - | - | - | - | -- | --- | ----- |
| 1. | Portogallo | 8  | 4 | 4 | 0 | 0 | 77 | 5   | +72   |
| 2. | Italia     | 6  | 4 | 3 | 0 | 1 | 48 | 14  | +34   |
| 3. | Angola     | 3  | 4 | 1 | 1 | 2 | 39 | 21  | +18   |
| 4. | Australia  | 3  | 4 | 1 | 1 | 2 | 32 | 21  | +11   |
| 5. | Guatemala  | 0  | 4 | 0 | 0 | 4 | 4  | 139 | -135  |

### Girone D

#### Risultati
| Barcelos maggio 1982 | Canada      | 1 – 12 | Cile | Pavilhão Municipal de Barcelos\| Arbitro: \| Lorenzo Zin \| |
| Arbitro:             | Lorenzo Zin |        |      |                                                             |

| Barcelos maggio 1982 | Canada | 11 – 1 | Irlanda | Pavilhão Municipal de Barcelos |

| Barcelos maggio 1982 | Canada | 8 – 9 | Messico | Pavilhão Municipal de Barcelos |

| Barcelos maggio 1982 | Canada | 2 – 14 | Paesi Bassi | Pavilhão Municipal de Barcelos |

| Barcelos maggio 1982 | Canada | 4 – 10 | Svizzera | Pavilhão Municipal de Barcelos |

| Barcelos maggio 1982 | Cile | 23 – 0 | Irlanda | Pavilhão Municipal de Barcelos |

| Barcelos maggio 1982 | Cile | 9 – 0 | Messico | Pavilhão Municipal de Barcelos |

| Barcelos maggio 1982 | Cile | 0 – 4 | Paesi Bassi | Pavilhão Municipal de Barcelos |

| Barcelos maggio 1982 | Cile | 3 – 2 | Svizzera | Pavilhão Municipal de Barcelos |

| Barcelos maggio 1982 | Irlanda | 3 – 10 | Messico | Pavilhão Municipal de Barcelos |

| Barcelos maggio 1982 | Irlanda | 1 – 27 | Paesi Bassi | Pavilhão Municipal de Barcelos |

| Barcelos maggio 1982 | Irlanda | 1 – 30 | Svizzera | Pavilhão Municipal de Barcelos |

| Barcelos maggio 1982 | Messico       | 0 – 9 | Paesi Bassi | Pavilhão Municipal de Barcelos\| Arbitro: \| Samuel Castro \| |
| Arbitro:             | Samuel Castro |       |             |                                                               |

| Barcelos maggio 1982 | Messico | 1 – 4 | Svizzera | Pavilhão Municipal de Barcelos |

| Barcelos maggio 1982 | Paesi Bassi | 7 – 1 | Svizzera | Pavilhão Municipal de Barcelos |

#### Classifica
|    | Squadra     | PT | G | V | N | P | GF | GS  | Diff. |
| -- | ----------- | -- | - | - | - | - | -- | --- | ----- |
| 1. | Paesi Bassi | 10 | 5 | 5 | 0 | 0 | 61 | 4   | +57   |
| 2. | Cile        | 8  | 5 | 4 | 0 | 1 | 47 | 7   | +40   |
| 3. | Svizzera    | 6  | 5 | 3 | 0 | 2 | 47 | 16  | +31   |
| 4. | Messico     | 4  | 5 | 2 | 0 | 3 | 20 | 33  | -13   |
| 5. | Canada      | 2  | 5 | 1 | 0 | 4 | 26 | 46  | -20   |
| 6. | Irlanda     | 0  | 5 | 0 | 0 | 5 | 6  | 101 | -95   |

## Fase Finale

### 1° 12º posto

#### Risultati
| Barcelos 16 maggio 1982 | Portogallo  | 5 – 3 | Spagna | \| Arbitro: \| Lorenzo Zin \| |
| Arbitro:                | Lorenzo Zin |       |        |                               |

| Barcelos 15 maggio 1982 | Spagna | 2 – 2 | Cile |  |

| Barcelos 14 maggio 1982 | Spagna          | 6 – 4 | Stati Uniti | \| Arbitro: \| Siegward Frigge \| |
| Arbitro:                | Siegward Frigge |       |             |                                   |

| Barcelos 13 maggio 1982 | Spagna           | 5 – 0 | Germania | \| Arbitro: \| Francis Brulhart \| |
| Arbitro:                | Francis Brulhart |       |          |                                    |

| Barcelos 12 maggio 1982 | Spagna        | 12 – 1 | Angola | \| Arbitro: \| Samuel Castro \| |
| Arbitro:                | Samuel Castro |        |        |                                 |

| Barcelos 11 maggio 1982 | Portogallo      | 3 – 0 | Argentina | \| Arbitro: \| Siegward Frigge \| |
| Arbitro:                | Siegward Frigge |       |           |                                   |

#### Classifica
| Pos. | Squadra        | Pt | G  | V  | N | P  | GF | GS | DR  |
| ---- | -------------- | -- | -- | -- | - | -- | -- | -- | --- |
| 1.   | Portogallo     | 21 | 11 | 10 | 1 | 0  | 59 | 15 | 44  |
| 2.   | Spagna         | 18 | 11 | 8  | 2 | 1  | 60 | 23 | 37  |
| 3.   | Argentina      | 18 | 11 | 9  | 0 | 2  | 37 | 16 | 21  |
| 4.   | Cile           | 14 | 11 | 5  | 4 | 2  | 45 | 28 | 17  |
| 5.   | Italia         | 14 | 11 | 6  | 2 | 3  | 43 | 27 | 16  |
| 6.   | Stati Uniti    | 11 | 11 | 4  | 3 | 4  | 32 | 33 | -1  |
| 7.   | Germania Ovest | 9  | 11 | 4  | 1 | 6  | 26 | 28 | -2  |
| 8.   | Svizzera       | 9  | 11 | 4  | 1 | 6  | 21 | 34 | -13 |
| 9.   | Paesi Bassi    | 8  | 11 | 3  | 2 | 6  | 25 | 32 | -7  |
| 10.  | Brasile        | 6  | 11 | 2  | 2 | 7  | 38 | 42 | -4  |
| 11.  | Angola         | 2  | 11 | 1  | 0 | 10 | 13 | 65 | -52 |
| 12.  | Colombia       | 2  | 11 | 1  | 0 | 10 | 29 | 85 | -56 |

### Girone 13º - 22º posto

#### Risultati
| Lisbona maggio 1982 | Australia | 5 – 3 | Canada | Pavilhão Acácio Rosa |

| Lisbona maggio 1982 | Australia | 5 – 6 | Francia | Pavilhão Acácio Rosa |

| Lisbona maggio 1982 | Australia | 12 – 3 | Giappone | Pavilhão Acácio Rosa |

| Lisbona maggio 1982 | Australia | 26 – 0 | Guatemala | Pavilhão Acácio Rosa |

| Lisbona maggio 1982 | Australia | 4 – 8 | Inghilterra | Pavilhão Acácio Rosa |

| Lisbona maggio 1982 | Australia | 19 – 2 | Irlanda | Pavilhão Acácio Rosa |

| Lisbona maggio 1982 | Australia | 10 – 1 | Messico | Pavilhão Acácio Rosa |

| Lisbona maggio 1982 | Australia | 3 – 2 | Nuova Zelanda | Pavilhão Acácio Rosa |

| Lisbona maggio 1982 | Australia | 10 – 1 | Venezuela | Pavilhão Acácio Rosa |

| Lisbona maggio 1982 | Canada | 2 – 7 | Francia | Pavilhão Acácio Rosa |

| Lisbona maggio 1982 | Canada | 0 – 1 | Giappone | Pavilhão Acácio Rosa |

| Lisbona maggio 1982 | Canada | 14 – 2 | Guatemala | Pavilhão Acácio Rosa |

| Lisbona maggio 1982 | Canada | 3 – 13 | Inghilterra | Pavilhão Acácio Rosa |

| Lisbona maggio 1982 | Canada | 8 – 1 | Irlanda | Pavilhão Acácio Rosa |

| Lisbona maggio 1982 | Canada | 4 – 5 | Messico | Pavilhão Acácio Rosa |

| Lisbona maggio 1982 | Canada | 3 – 7 | Nuova Zelanda | Pavilhão Acácio Rosa |

| Lisbona maggio 1982 | Canada | 3 – 1 | Venezuela | Pavilhão Acácio Rosa |

| Lisbona maggio 1982 | Francia | 13 – 2 | Giappone | Pavilhão Acácio Rosa |

| Lisbona maggio 1982 | Francia | 27 – 1 | Guatemala | Pavilhão Acácio Rosa |

| Lisbona maggio 1982 | Francia | 10 – 5 | Inghilterra | Pavilhão Acácio Rosa |

| Lisbona maggio 1982 | Francia | 21 – 0 | Irlanda | Pavilhão Acácio Rosa |

| Lisbona maggio 1982 | Francia | 7 – 0 | Messico | Pavilhão Acácio Rosa |

| Lisbona maggio 1982 | Francia | 10 – 0 | Nuova Zelanda | Pavilhão Acácio Rosa |

| Lisbona maggio 1982 | Francia | 13 – 2 | Venezuela | Pavilhão Acácio Rosa |

| Lisbona maggio 1982 | Giappone | 8 – 0 | Guatemala | Pavilhão Acácio Rosa |

| Lisbona maggio 1982 | Giappone | 0 – 7 | Inghilterra | Pavilhão Acácio Rosa |

| Lisbona maggio 1982 | Giappone | 4 – 1 | Irlanda | Pavilhão Acácio Rosa |

| Lisbona maggio 1982 | Giappone | 1 – 7 | Messico | Pavilhão Acácio Rosa |

| Lisbona maggio 1982 | Giappone | 1 – 5 | Nuova Zelanda | Pavilhão Acácio Rosa |

| Lisbona maggio 1982 | Giappone | 7 – 1 | Venezuela | Pavilhão Acácio Rosa |

| Lisbona maggio 1982 | Guatemala | 0 – 26 | Inghilterra | Pavilhão Acácio Rosa |

| Lisbona maggio 1982 | Guatemala | 3 – 3 | Irlanda | Pavilhão Acácio Rosa |

| Lisbona maggio 1982 | Guatemala | 1 – 14 | Messico | Pavilhão Acácio Rosa |

| Lisbona maggio 1982 | Guatemala | 2 – 5 | Nuova Zelanda | Pavilhão Acácio Rosa |

| Lisbona maggio 1982 | Guatemala | 2 – 5 | Venezuela | Pavilhão Acácio Rosa |

| Lisbona maggio 1982 | Inghilterra | 24 – 0 | Irlanda | Pavilhão Acácio Rosa |

| Lisbona maggio 1982 | Inghilterra | 5 – 1 | Messico | Pavilhão Acácio Rosa |

| Lisbona maggio 1982 | Inghilterra | 1 – 1 | Nuova Zelanda | Pavilhão Acácio Rosa |

| Lisbona maggio 1982 | Inghilterra | 6 – 2 | Venezuela | Pavilhão Acácio Rosa |

| Lisbona maggio 1982 | Irlanda | 2 – 14 | Messico | Pavilhão Acácio Rosa |

| Lisbona maggio 1982 | Irlanda | 3 – 9 | Nuova Zelanda | Pavilhão Acácio Rosa |

| Lisbona maggio 1982 | Irlanda | 3 – 9 | Venezuela | Pavilhão Acácio Rosa |

| Lisbona maggio 1982 | Messico | 2 – 2 | Nuova Zelanda | Pavilhão Acácio Rosa |

| Lisbona maggio 1982 | Messico | 4 – 0 | Venezuela | Pavilhão Acácio Rosa |

| Lisbona maggio 1982 | Nuova Zelanda | 4 – 1 | Venezuela | Pavilhão Acácio Rosa |

#### Classifica
|     | Squadra       | PT | G | V | N | P | GF  | GS  | Diff. |
| --- | ------------- | -- | - | - | - | - | --- | --- | ----- |
| 1.  | Francia       | 18 | 9 | 9 | 0 | 0 | 114 | 17  | +97   |
| 2.  | Inghilterra   | 15 | 9 | 7 | 1 | 1 | 95  | 21  | +74   |
| 3.  | Australia     | 14 | 9 | 7 | 0 | 2 | 94  | 26  | +68   |
| 4.  | Nuova Zelanda | 12 | 9 | 5 | 2 | 2 | 43  | 24  | +19   |
| 5.  | Messico       | 11 | 9 | 5 | 1 | 3 | 48  | 34  | +14   |
| 6.  | Giappone      | 8  | 9 | 4 | 0 | 5 | 27  | 46  | -19   |
| 7.  | Canada        | 6  | 9 | 3 | 0 | 6 | 40  | 42  | -2    |
| 8.  | Venezuela     | 4  | 9 | 2 | 0 | 7 | 22  | 52  | -30   |
| 9.  | Irlanda       | 1  | 9 | 0 | 1 | 8 | 16  | 111 | -95   |
| 10. | Guatemala     | 1  | 9 | 0 | 1 | 8 | 10  | 136 | -126  |

## Campioni
| Campione del Mondo 1982 |
| ----------------------- |
| Portogallo 12º titolo   |